# Лескеобріум короткодзьобий
{{#ifeq:0|0|{{#if:Loeskeobryum brevirostre|{{#if:|[[]}}|[[]]}}}}
Лескеобріум короткодзьобий (Loeskeobryum brevirostre) — вид мохів порядку гіпнобрієвих (Hypnales).

## Поширення
Ареал охоплює такі частини світу: Європа, Макаронезія, Північна Америка, Азія.
Населяє ґрунт, гумус, гнилі колоди та камінь у вологих лісах; на висотах від 0 до 2000 метрів.

## Характеристика

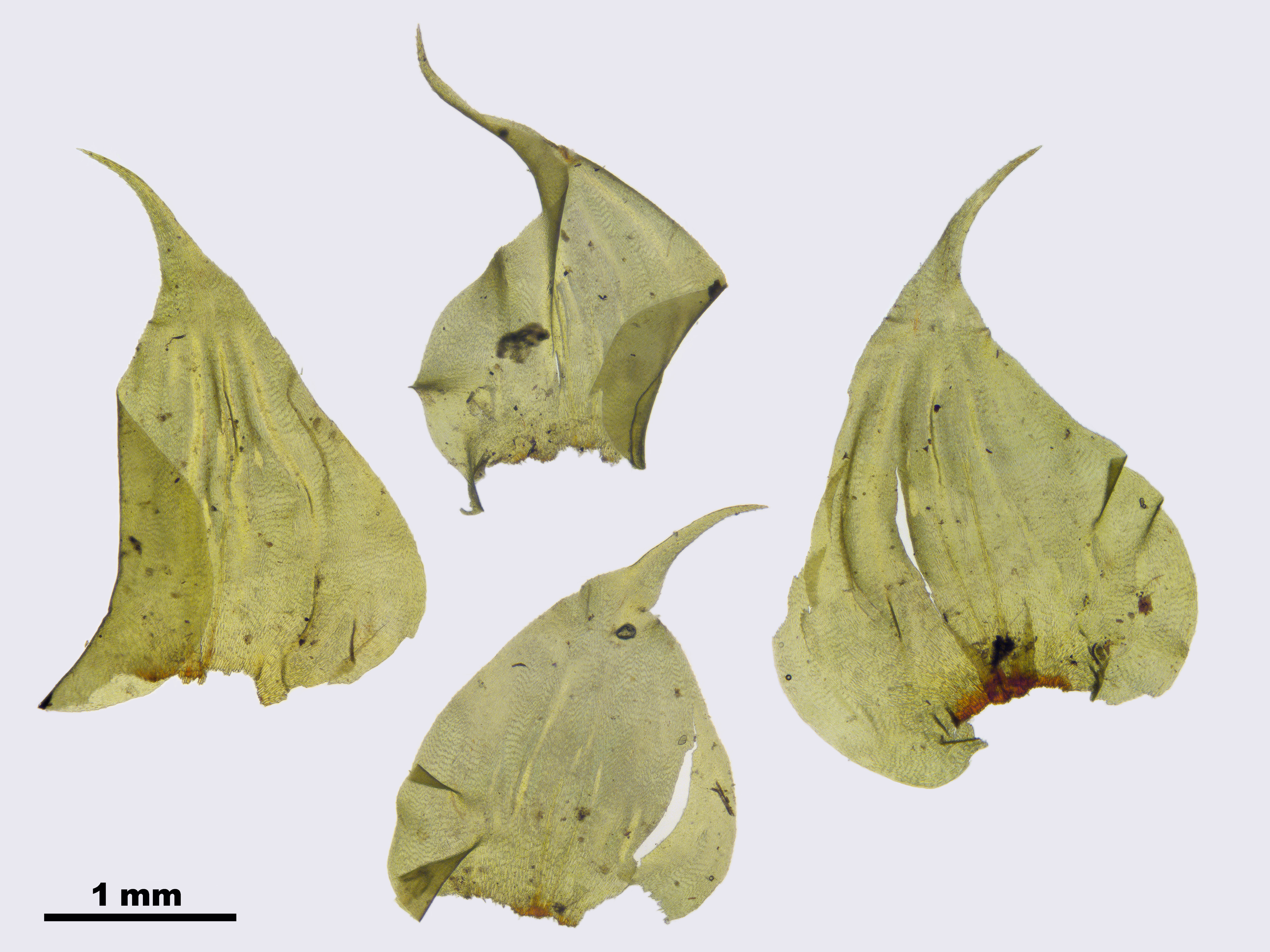

Рослини до 12 см. Стеблові листки злегка увігнуті, (1.1)1.4–1.9 мм ушир; поля часто широко загнуті біля основи загострення; загострення верхівки тонке, злегка жолобчасте. Листя гілок розпростерті, увігнуті, 0.8–1.9 × 0.3–1.2 мм; верхівка від загостреної до різко загостреної, пряма. Коробочкові ніжки 1.2–4 см. Коробочка еліпсоїдна, шийка коротка, 1.6–2.7 мм.